# Karaosmaniye, Hopa
Karaosmaniye là một xã thuộc huyện Hopa, tỉnh Artvin, Thổ Nhĩ Kỳ. Dân số thời điểm năm 2010 là 200 người.